# Onslow
Onslow é uma cidade localizada no estado americano de Iowa, no Condado de Jones.

## Demografia
Segundo o censo americano de 2000, a sua população era de 223 habitantes.
Em 2006, foi estimada uma população de 214, um decréscimo de 9 (-4.0%).

## Geografia
De acordo com o United States Census Bureau tem uma área de
0,6 km², dos quais 0,6 km² cobertos por terra e 0,0 km² cobertos por água.

## Localidades na vizinhança
O diagrama seguinte representa as localidades num raio de 16 km ao redor de Onslow.